# Rue Domat
La rue Domat est une voie située dans le quartier de la Sorbonne du 5e arrondissement de Paris.

## Situation et accès
La rue Domat est accessible par la ligne de métro 10 à la station Maubert - Mutualité.

## Origine du nom
Elle porte le nom du jurisconsulte Jean Domat (1625-1696).

## Historique
Elle est d'abord appelée « rue des Plâtriers » (1247-1254), puis « rue Plâtrière » (1300) et enfin « rue du Plâtre » depuis le XVe siècle,, car elle doit son nom à une plâtrière et aux plâtriers qui vivaient dans cette rue au commencement du XIIIe siècle.
Elle formait l'une des limites du fief du clos de Garlande. Elle est citée dans Le Dit des rues de Paris, de Guillot de Paris, sous la forme « rue a Plastriers ».
En 1374, le chanoine Jean de Guestry, maître ès arts et en médecine, médecin du roi, achète une maison dans la rue du Plâtre pour héberger cinq boursiers bretons logés dans le collège du Plessis, auxquels s'ajoutent cinq nouveaux boursiers. Ce sera le collège de Cornouailles.
En 1380, le collège de Cornouailles, fondé en 1317, est transféré de la rue Saint-Jacques à la rue du Plâtre. Les bâtiments du collège, alors situés au no 20, ont été vendus par le domaine de l'État en 1806. 
Elle est citée sous le nom de « rue du Plastre » dans un manuscrit de 1636.
La rue appartenait juste avant la Révolution française à la paroisse Saint-Séverin.
Longue de 137 m, la rue reliait à l'origine la rue Saint-Jacques à la rue des Anglais,. En 1855, un décret déclare d'utilité publique le percement du boulevard Saint-Germain et l'élargissement de la rue Saint-Jacques. La section finale de la rue du Plâtre est alors supprimée pour permettre le percement d'une voie la rattachant au boulevard Saint-Germain (l'actuelle rue Dante).
En 1864, la « rue du Plâtre » prend le nom « rue Domat ».
La rue Dante, dont n'existait que le tronçon au sud de la rue Domat, est rattachée à cette dernière en 1877. Lorsque l'actuelle rue Dante est prolongée en 1897 jusqu'à la rue du Fouarre, elle reprend son nom d'origine.
Du côté impair, elle est surélevée par des degrés.

## Bâtiments remarquables et lieux de mémoire
- La rue accueille de nombreuses maisons médiévales, parmi les plus anciennes de Paris.

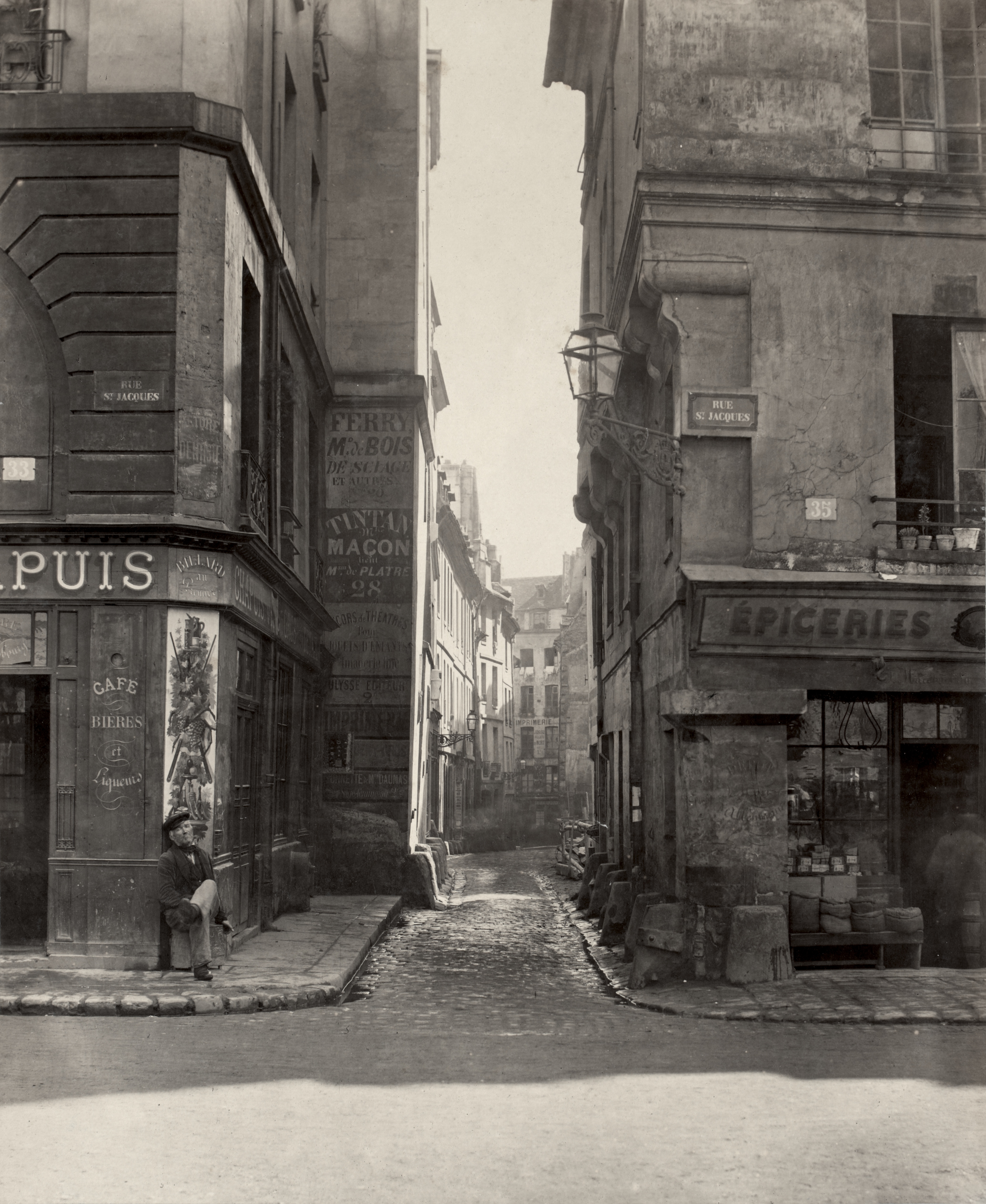
La rue du Plâtre par Charles Marville vers 1853-1870.
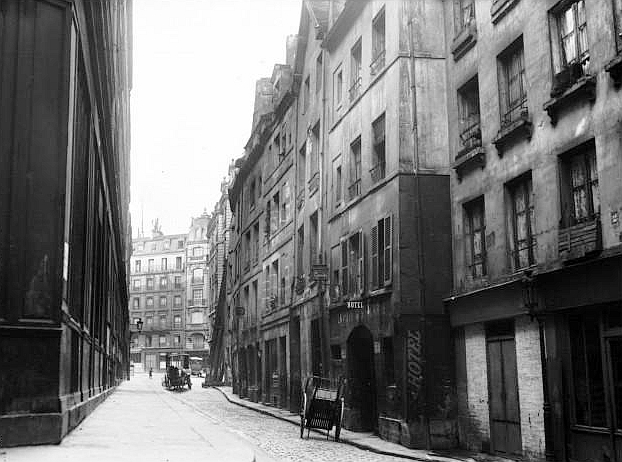
Vue de la rue en 1913.
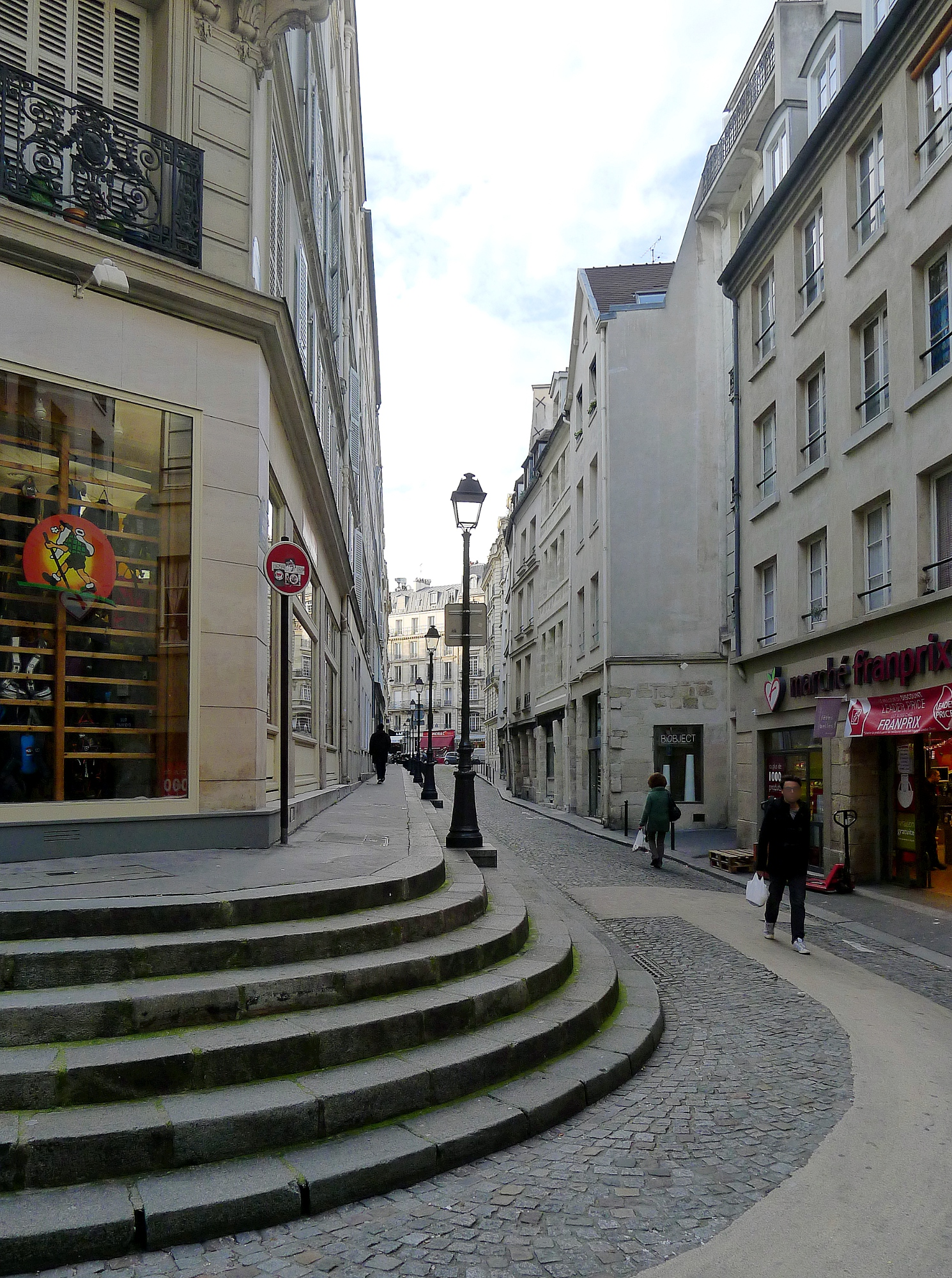
Du côté impair, la rue est surélevée par des degrés.
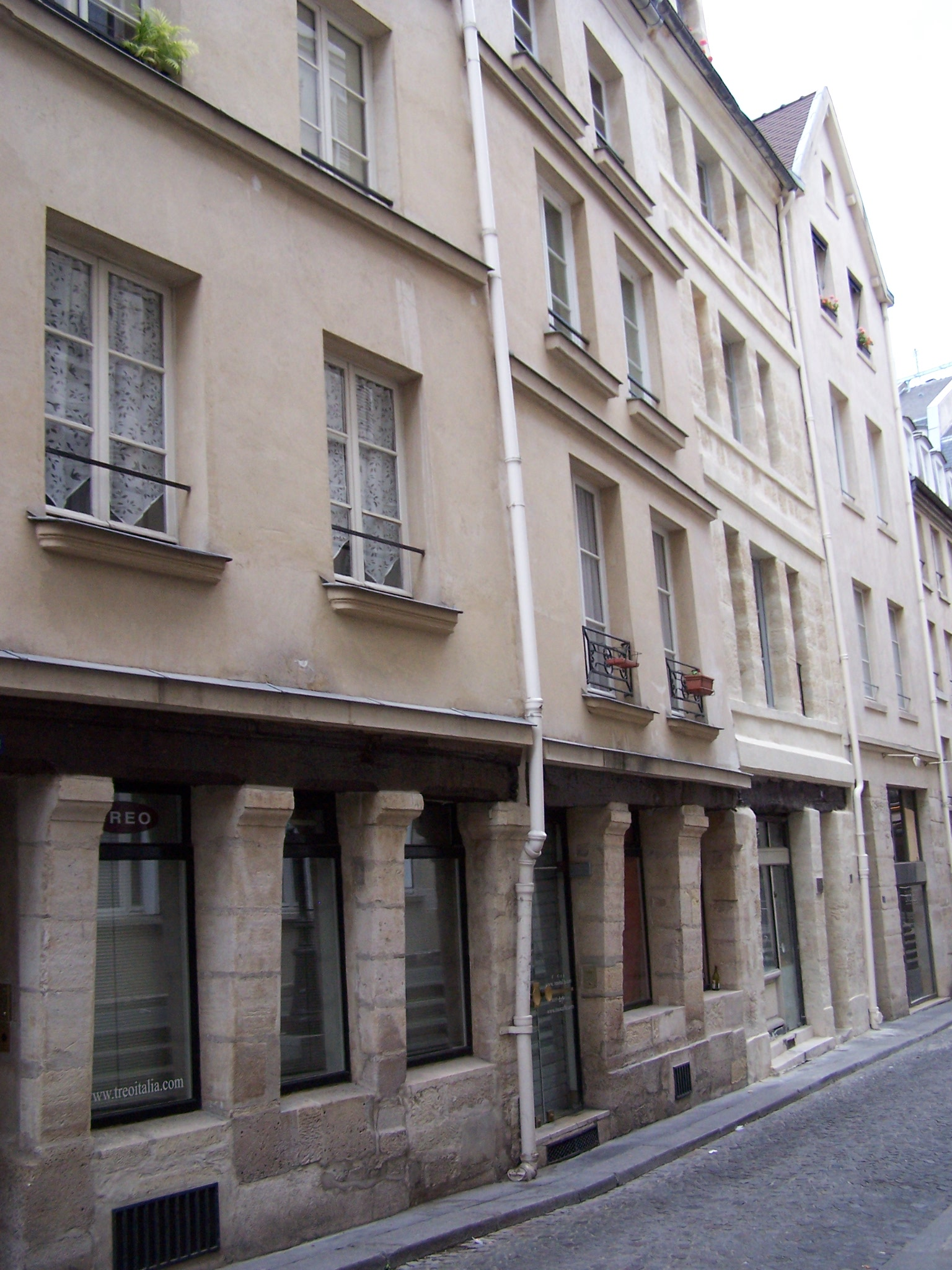
Les maisons médiévales.